# قيصوب طويل
القيصوب الطويل (باللاتينية: Phragmites karka) نوع نباتي عشبي معمر ينتمي إلى جنس القيصوب من الفصيلة النجيلية.

## الموئل والانتشار
ينتشر في البيئات الاستوائية شرق إندونيسيا وشمال شرق أستراليا والمناطق المحيطة.